# Stadion am Gesundbrunnen
Stadion am Gesundbrunnen – nieistniejący wielofunkcyjny stadion położony w Berlinie w Niemczech. Początkowo na stadionie odbywały się mecze klubu Hertha BSC. W czasie Letnich Igrzysk Olimpijskich w 1936 roku odbyły się na nim niektóre mecze piłkarskie. Został on zastąpiony obecnym Stadionem Olimpijskim, gdy w 1963 roku Hertha dołączyła do Bundesligi. W 1974 roku Hertha sprzedała grunt, na którym znajdował się stadion, aby zapobiec bankructwu. Pojemność stadionu wynosiła 35 239 osób.